# Prosuberites conulosus
Prosuberites conulosus är en svampdjursart som först beskrevs av Burton 1930.  Prosuberites conulosus ingår i släktet Prosuberites och familjen Suberitidae. Inga underarter finns listade i Catalogue of Life.